# 佐賀北郵便局
佐賀北郵便局（さがきたゆうびんきょく）は佐賀県佐賀市にある郵便局。民営化前の分類では集配普通郵便局であった。

## 概要
住所：〒849-8799 佐賀県佐賀市高木瀬西3-2-5

### 併設施設
- かんぽ生命保険佐賀支店 - 佐賀県内で唯一の同社直営店舗である。

## 沿革
- 1908年（明治41年）11月1日 - 佐賀兵営前（さがへいえいまえ）郵便局（三等）として開設[1]。
- 1910年（明治43年）3月16日 - 高木瀬（たかきせ）郵便局に改称。
- 1967年（昭和42年）4月30日 - 和文電報配達業務を佐賀電報局に移管[2]。
- 1972年（昭和47年）11月6日 - 佐賀市高木瀬町高木から同市高木瀬町東高木に移転。
- 1977年（昭和52年）9月1日 - 特定郵便局から普通郵便局に局種別改定すると共に、佐賀北郵便局に改称[3]。
- 1990年（平成2年）7月16日 - 佐賀市高木瀬東二丁目から同市高木瀬西三丁目に移転すると共に、川久保郵便局より集配業務を移管（これに伴い佐賀北郵便局の郵便番号が〒840-01から、〒849に変更）。
- 1998年（平成10年）9月1日 - 外国通貨の両替および旅行小切手の売買に関する業務取扱を開始。
- 2007年（平成19年）2月4日 - 春日郵便局より集配業務を移管[4]。
- 2007年（平成19年）10月1日 - 民営化に伴い、併設された郵便事業佐賀北支店、かんぽ生命保険佐賀支店に一部業務を移管。
- 2012年（平成24年）10月1日 - 日本郵便株式会社発足に伴い、郵便事業佐賀北支店を佐賀北郵便局に統合。

## 取扱内容
- 郵便、印紙、ゆうパック、内容証明
- 貯金、為替、振替、振込、国際送金、国債、投資信託
- 生命保険、バイク自賠責保険、変額年金保険、がん保険、引受条件緩和型医療保険
- 地方公共団体事務（佐賀市バス回数券の販売）
- ゆうちょ銀行ATM
- 佐賀市内の一部地域の集配業務
- ゆうゆう窓口

### かんぽ生命保険佐賀支店
- 個人向け窓口業務は、郵便局が代理店として行う。

## 周辺
- 佐賀市立城北中学校
- 北陵高等学校
- SAGAサンライズパーク
- 佐賀市文化会館
- 国立病院機構佐賀病院
- 多布施川

## アクセス
- JR長崎本線 佐賀駅から北へ約2km
- 佐賀市営バス 運輸支局西停留所下車
- 長崎自動車道 佐賀大和ICから南へ約5km
- 国道263号 運輸支局入口交差点 西へ約600m
- 駐車場あり：44台